# Euphemia Eriksdotter
Eufemia Eriksdotter (rond 1317 - 16 juni 1370) was de vrouw van Albrecht II van Mecklenburg-Schwerin en de moeder van Albrecht van Mecklenburg, die in 1364 koning van Zweden werd.
Eufemia was de dochter van Erik Magnusson, hertog van Södermanland en tweede zoon van koning Magnus I van Zweden, en prinses Ingeborg van Noorwegen, de erfgename en enige wettige dochter van koning Haakon V van Noorwegen.
Euphemia trouwde op 10 april 1336 in Rostock met haar verre neef Albrecht II van Mecklenburg-Schwerin. Uit dit huwelijk kwamen vijf kinderen voort:
Hendrik III van Mecklenburg (hertog van Mecklenburg-Schwerin)
Albrecht van Mecklenburg (koning van Zweden en als Albrecht III hertog van Mecklenburg-Schwerin)
Magnus I van Mecklenburg (hertog van Mecklenburg-Schwerin)
Ingeborg van Mecklenburg
Anna van Mecklenburg